# Avtovağzal (stacja metra)
Avtovağzal – jedna z dwóch stacji metra w Baku na fioletowej linii 3. 
Została otwarta 19 kwietnia 2016 roku. Uroczystego otwarcia dokonał prezydent Azerbejdżanu, İlham Əliyev.
Jest jedną z dwóch stacji trzeciej linii metra w Baku. Prowadzi do Memar Əcəmi-2, na której istnieje możliwość przesiadki na drugą linię metra.
Do stacji prowadzą schody ruchome, zainstalowana jest również winda dla osób niepełnosprawnych.